# Christi Matri
Christi Matri (latim: "Mãe de Cristo") é uma carta encíclica do Papa Paulo VI publicada em 15 de setembro de 1966, com o objetivo de encorajar os fiéis a rezar pela paz, por intermédio das costumeiras devoções durante o mês de outubro, tradicionalmente dedicado ao rosário.